# Inbal Pezaro
Inbal Pezaro (hebreu: ענבל פיזרו‎, (Kibutz, Israel, 26 de març de 1987) és una atleta paralímpica israeliana.
En néixer, Inbal va sofrir complicacions en els vasos sanguinis de la medul·la espinal, la qual cosa lo va provocar paraplegia. A l'edat de cinc anys va començar a practicar esports al centre "ILAN" (Associació Israeliana per a Nens amb Discapacitat) en Haifa. Els seus progressos la van portar a competir en els campionats nacionals només sis anys després. Als dotze anys, Pezaro ja competia en certàmens internacionals de natació. Per poder realitzar el seu servei militar en l'exèrcit israelià, es va oferir com a voluntària i va ser certificada com a instructora de natació en l'Institut Wingate.
Entre els anys 2001 i 2006, va conquistar dos medalles d'or i tres de plata en els campionats mundials d'Itàlia, Argentina i Sud-àfrica. Com a reconeixement a les seves qualitats esportives i humanes. El 2002 va tenir l'honor d'encendre una torxa durant les celebracions del Dia de la Independència d'Israel.
Va participar en els Jocs Paralímpics d'Atenes 2004 i en els Jocs Paralímpics de Pequín 2008. A Atenes va conquistar una medalla de bronze i una altra de plata. A Pequín va guanyar una medalla de plata en la jornada inaugural, després d'arribar en segon lloc en la competència de 100 metres estil lliure, establint un nou rècord israelià amb un temps d'1:12.57. Pezaro va rebre una segona medalla, després de finalitzar en segon lloc en la competència de 200 metres lliures S5. Bela Hlavackova de República Txeca va vèncer a Pezaro en els 100 pit SB4, guanyant així Inbal la seva tercera medalla de plata dels Jocs Paralímpics de Beijing. Inbal Pezaro es va convertir llavors, en una de les més importants estrelles del país per la seva esplèndida participació en els Jocs Paralímpics de Beijing.
L'any 2010 les seves victòries van continuar en el Campionat Mundial celebrat a Holanda, conquistant una nova medalla d'or i dues de plata. El 2012, es va classificar per participar en els Jocs Paralímpics de Londres a celebrar-se en aquest mateix any, on novament va conquistar una medalla en el dia de la inauguració dels jocs, amb un tercer lloc en 50 m. estil lliure. En els Jocs de 2016, Pezaro va aconseguir una medalla de bronze en la prova dels 200 m estils SM5.

## Premis i distincions
- 2002 - Encès de la torxa en el Yom Hazikarón, durant les celebracions del 54è Aniversari de la Independència d'Israel.
- 2007 - Premi al Esportista de l'Any atorgat per l'Associació Israeliana d'Esports per a Minusvàlids.
- 2008 - Premi a l'Esportista de l'Any atorgat pel The Jerusalem Post.[3]
- 2009 - Portadora de la Torxa Olímpica en la XVIII Macabeada